# Difosfato de citidina glicose
O difosfato de citidina glicose, frequentemente abreviado como CDP-glicose, é um açúcar ligado a nucleotídeo que consiste em difosfato de citidina e glicose.

## Biossíntese
A CDP-glicose é produzida a partir de CTP e glicose-1-fosfato pela enzima glicose-1-fosfato citidililtransferase.